# Der Abgesandte
Der Abgesandte (Originaltitel: Emissary) ist die Pilotepisode der US-amerikanischen Science-Fiction-Fernsehserie Star Trek: Deep Space Nine. Sie wurde in den Vereinigten Staaten über Syndication vermarktet und erstmals am 3. Januar 1993 auf verschiedenen Fernsehsendern in Spielfilmlänge ausgestrahlt. In Deutschland war sie zum ersten Mal am 28. Januar 1994 in einer synchronisierten Fassung auf Sat.1 zu sehen. Bei Wiederholungen wird die Folge sowohl im US-amerikanischen als auch im deutschen Fernsehen zumeist als Zweiteiler ausgestrahlt.

## Handlung

### Teil I

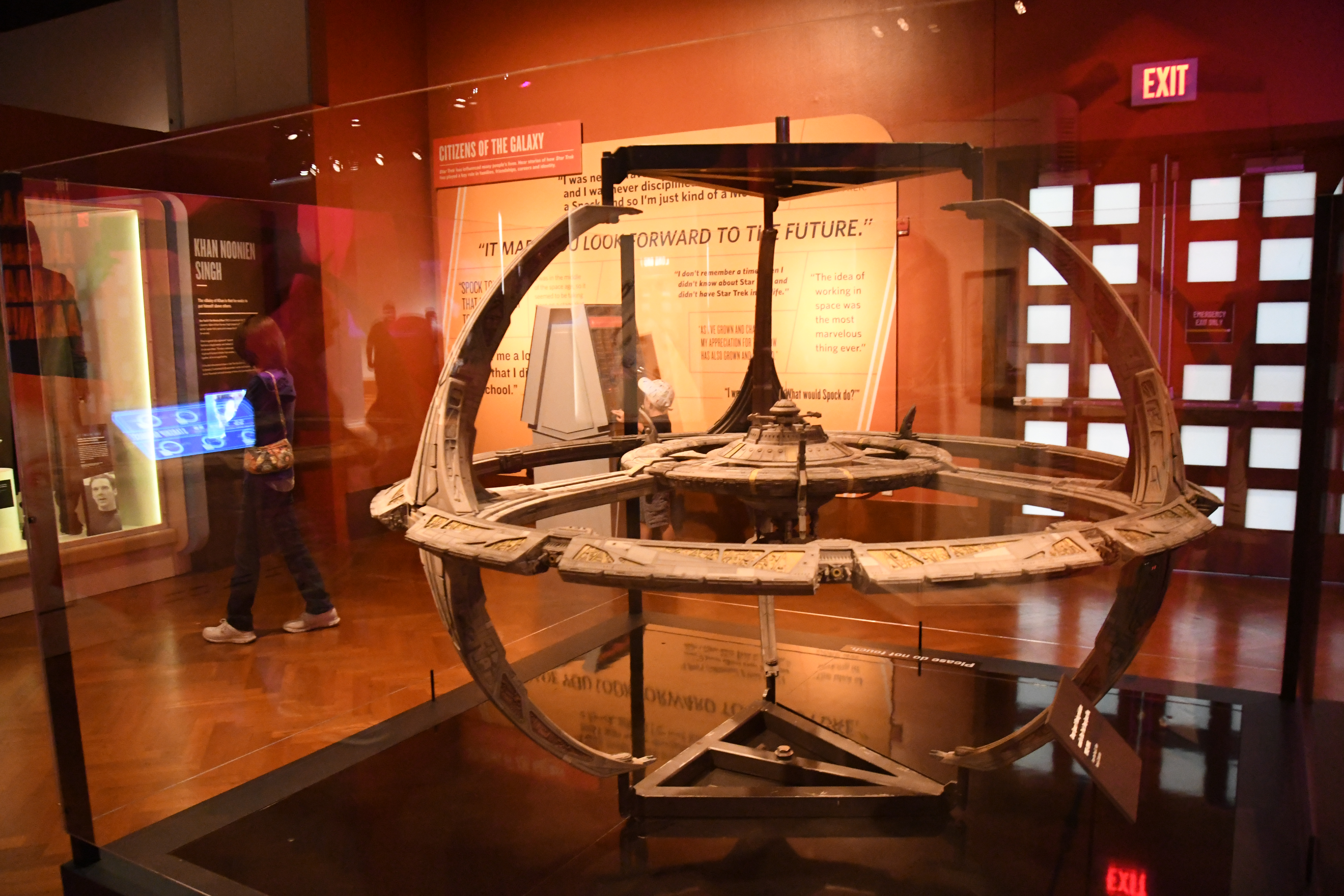
Modell der Raumstation Deep Space Nine

Im Jahr 2369 bei Sternzeit 46388.2 soll Commander Benjamin Sisko die Leitung der Raumstation Deep Space Nine übernehmen, die sich im Orbit um den Planeten Bajor befindet. Die Bajoraner haben eine jahrzehntelange Besatzung durch die Cardassianer hinter sich, die erst kürzlich beendet wurde. Sie haben deshalb die Föderation gebeten, sie beim Wiederaufbau ihrer Heimatwelt zu unterstützen, und haben eingewilligt, die Raumstation gemeinsam mit der Sternenflotte zu betreiben.
Die ersten Sternenflottenoffiziere sind bereits zwei Tage vor Siskos Ankunft mit der USS Enterprise eingetroffen, darunter auch der neue Chefingenieur Miles O’Brien. Er führt Sisko herum und macht ihn mit der Station vertraut. Diese befindet sich nach dem Abzug der Cardassianer in einem erbärmlichen Zustand. Das Verhältnis zur bajoranischen Verbindungsoffizierin Major Kira ist zunächst distanziert, da sie die Föderation nur als eine neue Besatzungsmacht empfindet. Bei einem Rundgang über das Promenadendeck muss Sisko feststellen, dass dort die meisten Geschäfte verwüstet sind und die verbliebenen Inhaber darüber nachdenken, die Station zu verlassen. Ein junger Ferengi namens Nog wird von Sicherheitschef Odo beim Plündern erwischt und in Gewahrsam genommen. Sein Onkel, der Barbesitzer Quark, will seine Freilassung erwirken, denn auch er möchte der Station schnellstmöglich den Rücken kehren.
Sisko trifft sich mit Jean-Luc-Picard, dem Captain der Enterprise. Die beiden haben sich zuvor nie persönlich getroffen. Dennoch hat Sisko ein schwieriges Verhältnis zu ihm, denn vor rund zweieinhalb Jahren war Picard von den Borg assimiliert worden und wurde von ihnen gezwungen, einen Angriff auf die Erde zu leiten. Sisko diente damals an Bord der USS Saratoga, die Teil einer Flotte war, die sich den Borg bei Wolf 359 entgegenstellte. In der folgenden Schlacht wurde die Saratoga zerstört. Sisko konnte mit seinem Sohn Jake entkommen, doch seine Frau Jennifer wurde getötet. Sisko hegt ernste Zweifel, ob er als alleinerziehender Vater der Richtige ist, um eine Station wie Deep Space Nine zu kommandieren. Er bittet Picard daher, nach einem Ersatz für ihn zu suchen, macht aber klar, dass er in der Zwischenzeit seine Aufgabe bestmöglich erfüllen wird.
Sisko versucht nun, den Streit um Nog beizulegen. Er stellt dessen Freilassung in Aussicht, wenn Quark sich im Gegenzug zum Bleiben entscheidet und eine Art Gemeinschaftsführer wird, der das Promenadendeck als Ganzes am Leben erhält. Danach reist er auf die Oberfläche von Bajor, um sich mit Kai Opaka, der religiösen Führerin des Planeten, zu treffen. Sie macht ihm mit einem Drehkörper vertraut, einem von neun Gegenständen dieser Art, die vor tausenden von Jahren von den Propheten zu den Bajoranern gesandt worden waren. Beim Kontakt mit dem Drehkörper hat Sisko eine Vision, in der er die erste Begegnung mit seiner späteren Frau Jennifer erneut erlebt. Opaka ist überzeugt, dass es Siskos Schicksal ist, den himmlischen Tempel zu finden, in dem die Propheten wohnen und aus dem die Drehkörper stammen. Sie überlässt ihm den Drehkörper für weitere Forschungen.
Zurück auf der Station erfährt Sisko, dass Quark seinen Vorschlag akzeptiert hat. Weiteres Personal trifft ein, darunter der neue Stationsarzt Julian Bashir und die Wissenschaftsoffizierin Jadzia Dax. Dax ist eine vereinigte Trill. Sisko trifft Jadzia hier zum ersten Mal, doch der vorherige, kürzlich verstorbene Wirt des Dax-Symbionten, Curzon, war ihm viele Jahre lang ein väterlicher Freund gewesen. Dax macht sich sogleich an die Untersuchung des Drehkörpers und hat dabei ebenfalls eine Vision. O’Brien macht einen letzten Abstecher auf die Enterprise, auf der er zuvor über fünf Jahre gedient hatte, dann legt das Schiff ab.
Kaum ist die Enterprise verschwunden, nähert sich ein cardassianisches Kriegsschiff, das von Gul Dukat kommandiert wird, dem früheren Präfekten des besetzten Bajor und Kommandanten von Deep Space Nine. Er möchte Sisko vordergründung nur alles Gute für seine neue Aufgabe wünschen, doch eigentlich hat er es auf Informationen über den Drehkörper abgesehen, denn die anderen acht Exemplare haben die Cardassianer an sich gerissen und die Existenz des neunten war ihnen bislang unbekannt. Sisko lehnt einen Informationstausch ab, indem er vorgibt, nichts von einem Drehkörper zu wissen. Dukat kündigt an, ein paar Tage im bajoranischen System bleiben zu wollen. Dax informiert Sisko über ihre ersten Erkenntnisse. Sie hat alte Aufzeichnungen der Bajoraner über das Auftauchen der Drehkörper verglichen und kann alle auf eine bestimmte Region des Weltraums zurückführen: den Denorios-Gürtel in der Nähe von Bajor. Da es sich um ein geladenes Plasmafeld handelt, wird der Gürtel normalerweise von Raumschiffen gemieden. Sisko möchte sich den möglichen Herkunftsort der Drehkörper genauer ansehen, doch die Anwesenheit der Cardassianer stellt dabei ein Problem dar. Er greift daher zu einem Trick: Einige Cardassianer amüsieren sich in Quarks Bar beim Glücksspiel. Da Sicherheitschef Odo ein Formwandler ist, verwandelt er sich in eine Tasche, in der die Cardassianer ihren Gewinn verstauen. So gelangt er heimlich auf ihr Schiff und kann dessen Computer sabotieren. Er wird zurück auf die Station gebeamt, während Sisko und Dax unbemerkt von den Cardassianern in dem Runabout Rio Grande zum Denorios-Gürtel aufbrechen.

### Teil II
Als Sisko und Dax ihr Ziel erreichen, registrieren sie auffällige Messwerte. Plötzlich öffnet sich vor ihnen ein Wurmloch. Ihr Schiff wird hineingezogen und als es das andere Ende erreicht, stellen die beiden fest, dass sie 70.000 Lichtjahre zurückgelegt haben und sich jetzt im Gamma-Quadranten befinden. Sisko glaubt, dass die Drehkörper durch das Wurmloch nach Bajor gelangt sind. Es könnte sich somit um das erste bekannte stabile Wurmloch in der Galaxie handeln. Er will zurück nach Deep Space Nine fliegen, doch auf dem Rückweg wird die Rio Grande im Wurmloch durch irgendetwas abgebremst und zur Landung auf einer Art Planetenoberfläche gezwungen. Sisko und Dax steigen aus und nehmen den Planeten auf völlig unterschiedliche Weise wahr. Für Sisko erscheint er als dunkles Ödland, für Dax hingegen als blühender Garten. Plötzlich taucht ein weiterer Drehkörper auf. Er hüllt Dax ein und transportiert sie zurück nach Deep Space Nine. Sisko hingegen macht die Bekanntschaft der Propheten. Sie erweisen sich als körperlose Wesen, die Sisko in Gestalt von Personen erscheinen, die ihm vertraut sind. Sie möchten in Kontakt mit anderen Lebewesen treten, sind sich jedoch unsicher, ob körperliche Wesen wie Sisko es wert sind, kontaktiert zu werden.
Nach Dax’ Rückkehr wird sofort eine Rettungsmission für Sisko geplant. Zugleich wird sich Kira aber auch der Tragweite von Siskos und Dax’ Entdeckung bewusst. Durch das Wurmloch könnte Bajor auf einen Schlag zum Knotenpunkt für wichtige neue Handelsrouten werden. Um den Anspruch ihrer Heimatwelt auf das Wurmloch zu unterstreichen, möchte sie die Station aus dem Planetenorbit dorthin verlegen. Da Deep Space Nine nur über Manövriertriebwerke verfügt, würde eine solche Reise Wochen dauern, doch O’Brien entwickelt auf Anregung von Dax eine Methode, um sie mit einigen technischen Tricks erheblich zu verkürzen. Dax bittet die Enterprise um Unterstützung, doch die ist bereits zwei Tagesreisen entfernt. Kira, Dax und Dr. Bashir besteigen das zweite Runabout Yangtzee Kiang, um nach Sisko zu suchen. Odo besteht darauf, sie zu begleiten, denn er wurde einst im Denorios-Gürtel gefunden und er hofft, durch diese Reise vielleicht Hinweise zu seiner Herkunft zu finden.
Sisko versucht, sich mit den Wurmloch-Wesen zu verständigen, was erheblich dadurch verkompliziert wird, dass sie das Konzept der linearen Zeit nicht verstehen. Unterdessen haben die Cardassianer ihr Schiff repariert und Kenntnis über das Wurmloch erlangt. Dukat lässt sofort Kurs darauf setzen, überholt die Yangtzee Kiang und fliegt mit seinem Schiff in den Gamma-Quadranten. Die Wurmloch-Wesen sind über diese unerwarteten weiteren Besucher verärgert. Sie verschließen kurzerhand das Wurmloch, so dass die Yangtzee Kiang es nicht mehr passieren kann. Sie erklären Sisko, dass sie in ihrer Existenz gestört werden, wenn jemand durch das Wurmloch fliegt. Darum haben sie es verschlossen.
Durch das Verschwinden von Dukats Schiff alarmiert, nähern sich drei weitere cardassianische Kriegsschiffe. Kira befiehlt O’Brien vorsorglich, den cardassianischen Sensoren eine stärkere Bewaffnung der Station vorzutäuschen, als tatsächlich vorhanden ist. Der Kommandant der Schiffe, Gul Jasad, glaubt Kira nicht, dass Dukat durch ein Wurmloch geflogen ist, und verlangt die Kapitulation von Deep Space Nine. Als ihre Bedenkzeit verstrichen ist, feuert Kira sechs Photonentorpedos ab – alle, die der Station zur Verfügung stehen. Jasad fällt auf diesen Bluff nicht herein und greift nun seinerseits an, wobei Deep Space Nine schwere Schäden erleidet.
Sisko durchlebt bei den Wurmloch-Wesen verschiedene Szenarien aus seiner Vergangenheit und immer wieder kehrt er dabei zu seinen letzten Stunden auf der Saratoga zurück, als er Jennifer verlor. Die Wesen machen ihm klar, dass nicht sie ihn hierher zurückbringen, sondern er selbst. Sisko wird sich bewusst, dass er den Verlust seiner Frau nie richtig verarbeitet hat, und erst jetzt empfindet er das Gefühl echter Trauer. Die Wurmloch-Wesen werden so mit dem Konzept des Verlusts vertraut. Es besteht nun eine erste Basis des gegenseitigen Verständnisses und die Wesen entscheiden sich, das Wurmloch wieder für Reisende zu öffnen. Sisko kehrt auf die Rio Grande zurück. Mit dem antriebslosen Schiff von Dukat im Schlepp fliegt er zurück nach Deep Space Nine, kurz bevor die Station sich Jasad hätte ergeben müssen. Als schließlich auch die Enterprise zurückkehrt, ziehen sich die Cardassianer in ihren eigenen Raum zurück. Picard beglückwünscht Sisko zur Entdeckung des Wurmlochs. Sisko bittet ihn, seine frühere Anfrage zu vergessen, denn er hat sich inzwischen entschieden, dauerhaft Kommandant von Deep Space Nine bleiben zu wollen.

## Verbindungen zu anderen Star-Trek-Produktionen

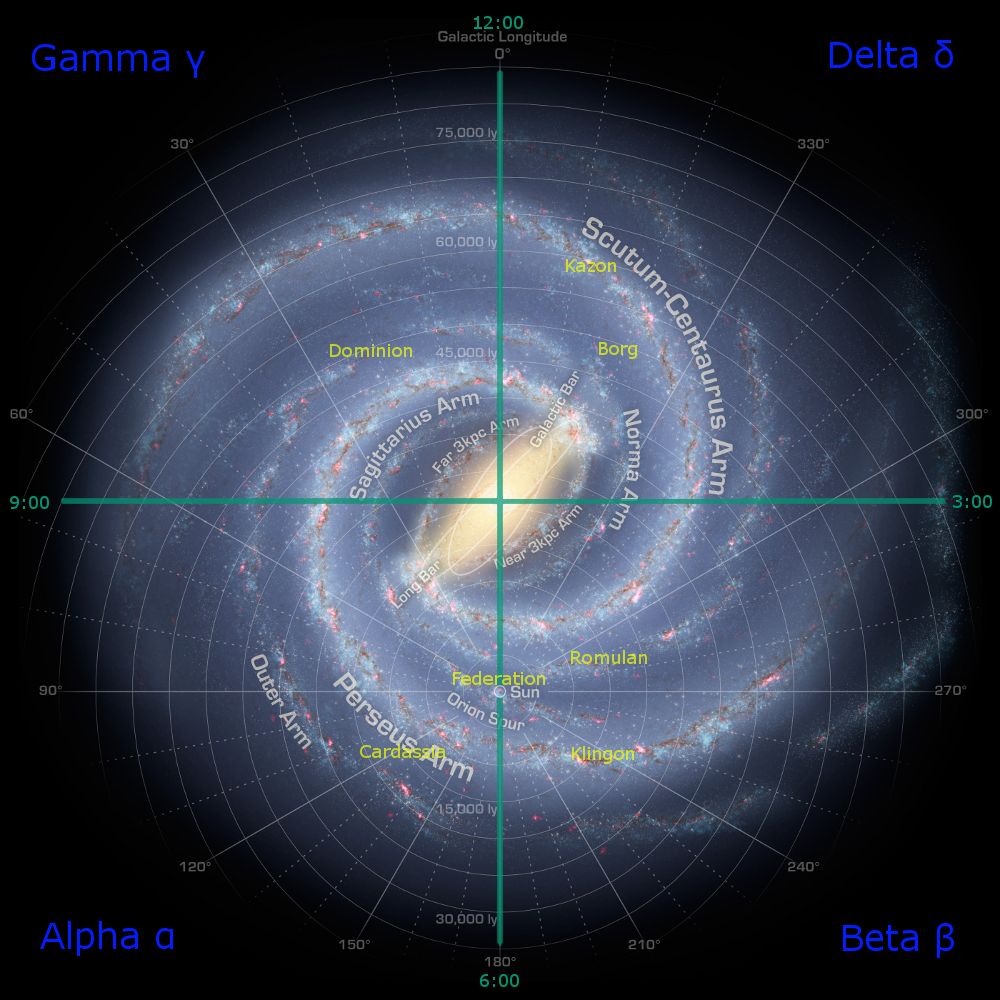
Die Milchstraße, eingeteilt in vier Quadranten

Die Handlung von Der Abgesandte und die Serie Star Trek: Deep Space Nine als Ganzes bauen auf mehreren Folgen der Vorgängerserie Raumschiff Enterprise – Das nächste Jahrhundert auf:
- In Folge 3.08 (Der Barzanhandel) von 1989 wird erstmals etabliert, dass die Milchstraße in vier Quadranten (Alpha, Beta, Gamma und Delta) eingeteilt ist. Weiterhin kommt hier ein vermeintlich stabiles Wurmloch vor, das Reisen in den Gamma-Quadranten erlauben soll, das sich bei genauerer Untersuchung allerdings als instabil erweist.
- Der Prolog von Der Abgesandte greift die Ereignisse der Doppelfolge 3.26/4.01 (In den Händen der Borg / Angriffsziel Erde) von 1990 wieder auf.
- Die Cardassianer und ihr nicht lange zurückliegender Krieg gegen die Föderation wurden in Folge 4.12 (Der Rachefeldzug) von 1991 eingeführt.
- Jadzia Dax gehört dem Volk der Trill an, das in Folge 4.23 (Odan, der Sonderbotschafter) von 1991 seinen ersten und bis zum Start von Star Trek: Deep Space Nine auch einzigen Auftritt hatte.
- In Folge 5.03 (Fähnrich Ro) von 1991 wurden die Bajoraner eingeführt und als ein von den Cardassianern besiegtes und unterdrücktes Volk dargestellt.
- Die Doppelfolge 6.10/11 (Geheime Mission auf Celtris Drei) von 1992 wurde unmittelbar vor dem Pilotfilm Der Abgesandte ausgestrahlt und leitet thematisch in diesen über. Die Handlung der Doppelfolge dreht sich um eine Krise zwischen den Cardassianern und der Föderation, die durch den erzwungenen Rückzug der Cardassianer aus dem bajoranischen Raum ausgelöst wird.

Einige Elemente aus dieser Folge wurden in späteren Star-Trek-Produktionen wieder aufgegriffen:
- In dieser Folge werden mehrere neue Spezies eingeführt: Mit der Hauptfigur Odo ist erstmals ein Formwandler zu sehen. Quarks Bargast Morn ist ein Lurianer. Weiterhin ist hier erstmals ein Markalianer zu sehen, dieses Volk ist später in zahlreichen Folgen von Star Trek: Deep Space Nine und weiterer Star-Trek-Serien in kleineren Nebenrollen und Statistenrollen zu sehen.
- In Folge 6.16 (Der Moment der Erkenntnis, Teil I) von Raumschiff Enterprise – Das nächste Jahrhundert aus dem Jahr 1993 besucht die Enterprise erneut Deep Space Nine.
- Der Trick, der in Der Abgesandte genutzt wird, um den Cardassianern eine stärkere Bewaffnung der Station vorzutäuschen, wird in Folge 4.01/02 (Der Weg des Kriegers) von Star Trek: Deep Space Nine erwähnt, als Deep Space Nine von einer klingonischen Flotte bedroht wird. Die Klingonen müssen hier aber feststellen, dass die Waffen dieses Mal echt sind.
- Ebenfalls in Der Weg des Kriegers erwähnt Benjamin Sisko gegenüber Worf, dass er in Der Abgesandte überlegt hatte, die Sternenflotte zu verlassen.

In Der Abgesandte werden einige Angaben gemacht, die im weiteren Verlauf der Serie noch stark verändert wurden. So spricht Benjamin Sisko etwa von seinem Vater in der Vergangenheitsform, so als wäre er bereits tot. Später wird jedoch etabliert, dass sein Vater noch am Leben ist. Weiterhin haben hier die beiden Ferengi Rom (Max Grodénchik) und Nog (Aron Eisenberg) ihren ersten Auftritt. Es wird hier aber noch nicht etabliert, dass die beiden Vater und Sohn sind. Stattdessen vertritt ausschließlich Quark (Armin Shimerman) seinen Neffen Nog in rechtlichen Belangen. Rom erhält in dieser Folge auch noch keinen Namen, sondern wird in den Credits lediglich als „Ferengi Pit Boss“ aufgeführt.

## Produktion

### Drehbuch
Ausgangspunkt für die Entwicklung des Drehbuchs von Der Abgesandte war für die Autoren Rick Berman und Michael Piller die Pilotfolge Der Mächtige / Mission Farpoint der Vorgängerserie Raumschiff Enterprise – Das nächste Jahrhundert. Sie wollten ähnlichen philosophischen Fragen nachgehen und letztendlich griffen sie das gleiche Grundthema wieder auf, nämlich die Begegnung der Menschheit mit fremden außerirdischen Wesen und die Überwindung des Konflikts mit ihnen durch das Anerkennen von Unterschieden. Eine weitere Parallele zu Der Mächtige / Mission Farpoint bestand darin, dass die Hauptfiguren erst nach und nach eingeführt wurden.
Anstelle von Kira Nerys war ursprünglich die Nebenfigur Ro Laren aus Raumschiff Enterprise – Das nächste Jahrhundert als bajoranische Hauptfigur von Star Trek: Deep Space vorgesehen gewesen. Die Darstellerin Michelle Forbes schlug die Rolle jedoch aus. Da mit Forbes’ Verpflichtung aber zunächst fest gerechnet wurde, floss die Figur Ro in die frühen Entwürfe des Drehbuchs ein. Nach Forbes’ Absage musste das Drehbuch stark umgeschrieben werden. Unter anderem wurde hierdurch dem Handlungsstrang um Nog, Quark und Odo mehr Raum gegeben. Die Ersetzung von Ro durch Kira schuf auch die Gelegenheit für mehr Konflikte mit Sisko, da Kira im Gegensatz zu Ro nicht der Sternenflotte angehört.

### Darsteller

#### Hauptdarsteller
René Auberjonois, der die Hauptrolle des Odo übernahm, hatte zuvor bereits Colonel West im Spielfilm Star Trek VI: Das unentdeckte Land gespielt. Sein Auftritt fiel in der Kinofassung allerdings dem Schnitt zum Opfer und wurde erst in einer Special Edition des Films wieder eingefügt. Nach dem Ende von Star Trek: Deep Space Nine trat Auberjonois noch als Ezral in Folge 1.20 (Schiff der Geister) von Star Trek: Enterprise auf.
Für die Rolle der Jadzia Dax wurden mehrere Schauspielerinnen in Betracht gezogen, unter anderem Famke Janssen, die bereits in Folge 5.21 (Eine hoffnungslose Romanze) von Raumschiff Enterprise – Das nächste Jahrhundert einen Gastauftritt hatte. Janssen lehnte die Rolle jedoch ab, da sie lieber im Film- als im Seriengeschäft arbeiten wollte. Schließlich wurde Terry Farrell für die Rolle ausgewählt.
Colm Meaney hatte Miles O’Brien bereits in Raumschiff Enterprise – Das nächste Jahrhundert gespielt. Mit insgesamt 53 Auftritten war O’Brien dort die am häufigsten zu sehende Nebenfigur. Mit dem Wechsel zu Star Trek: Deep Space Nine wurde O’Brien zu einer Hauptfigur aufgewertet.
Armin Shimerman, Darsteller der Hauptfigur Quark, hatte zuvor bereits zwei andere Ferengi in den Folgen 1.05 (Der Wächter) und 2.21 (Galavorstellung) von Raumschiff Enterprise – Das nächste Jahrhundert gespielt.
Für die Rolle der bajoranischen Hauptfigur war ursprünglich angedacht gewesen, die von Michelle Forbes gespielte Figur Ro Laren aus Raumschiff Enterprise – Das nächste Jahrhundert zu übernehmen. Forbes wollte jedoch keine Hauptrolle in einer Serie übernehmen. Daher wurde die neue Figur Kira Nerys konzipiert, die von Nana Visitor verkörpert wurde.

#### Neben- und Gastdarsteller
Aron Eisenberg, Darsteller der Nebenfigur Nog, spielte auch den Kazon Kar in Folge 2.02 (Der Namenlose) von Star Trek: Raumschiff Voyager.
Max Grodénchik, Darsteller der Nebenfigur Rom (hier noch Ferengi Pit Boss genannt), hatte zuvor bereits zwei andere Ferengi in den Folgen 3.19 (Picard macht Urlaub) und 5.21 (Eine hoffnungslose Romanze) von Raumschiff Enterprise – Das nächste Jahrhundert gespielt. In Folge 4.25 (Quarks Schicksal) von Star Trek: Deep Space Nine spielte er auch den Großen Nagus Gint. Im Spielfilm Star Trek: Der Aufstand sollte er ursprünglich einen Trill spielen, doch die mit ihm gedrehten Szenen wurden im fertigen Film nicht verwendet.
Marc Alaimo, Darsteller der Nebenfigur des Gul Dukat, hatte zuvor bereits vier Gastauftritte in der Serie Raumschiff Enterprise – Das nächste Jahrhundert. Unter anderem hatte er dort in Folge 4.12 (Der Rachefeldzug) mit Gul Macet den ersten in Star Trek gezeigten Cardassianer gespielt.
Majel Barrett verkörperte in Star Trek: Deep Space Nine wie schon in den Vorgängerserien Raumschiff Enterprise, Die Enterprise und Raumschiff Enterprise – Das nächste Jahrhundert die Computerstimme der Föderationsraumschiffe. Zuvor hatte Barrett bereits in dem 1965 produzierten, aber damals nicht ausgestrahlten Star-Trek-Pilotfilm Der Käfig die erste Offizierin der USS Enterprise NCC 1701, Nummer Eins, und in mehreren Folgen von Raumschiff Enterprise und Die Enterprise sowie zwei Spielfilmen die Krankenschwester Christine Chapel gespielt. In Die Enterprise sprach sie außerdem die Nebenfigur Lieutenant M’Ress und zahlreiche Gastrollen. In Raumschiff Enterprise – Das nächste Jahrhundert spielte sie außerdem die Nebenfigur Lwaxana Troi, die später auch in drei Folgen von Star Trek: Deep Space Nine Auftritte hatte.
Judi Durand verkörperte die cardassianische Computerstimme der Raumstation Deep Space Nine. Durand hatte zuvor bereits eine nur über Funk zu hörende Figur im Spielfilm Star Trek III: Auf der Suche nach Mr. Spock gesprochen und in Folge 5.8 ( Wiedervereinigung? Teil II) von Raumschiff Enterprise – Das nächste Jahrhundert die von Harriet Leider gespielte Figur Amarie nachsynchronisiert.
Joel Swetow, Darsteller von Gul Jasad, spielte auch den Yridianer Yog in Folge 7.21 (Ritus des Aufsteigens) von Raumschiff Enterprise – Das nächste Jahrhundert und den andorianischen Botschafter Thoris in Folge 4.21 (Terra Prime) von Star Trek: Enterprise.
Stephen Davies, Darsteller des taktischen Offiziers der Saratoga, spielte auch einen Jem’Hadar in Folge 4.04 (Der Hippokratische Eid) von Star Trek: Deep Space Nine und Nakahn in Folge 3.18 (Charakterelemente) von Star Trek: Raumschiff Voyager.
Steve Rankin, Darsteller eines cardassianischen Offiziers, hatte zuvor bereits den Romulaner Patahk in Folge 3.07 (Auf schmalem Grat) von Raumschiff Enterprise – Das nächste Jahrhundert gespielt. Er spielte später noch den Klingonen Yeto in Folge 2.04 (Der Symbiont) von Star Trek: Deep Space Nine und Colonel Green in Folge 4.20 (Dämonen) von Star Trek: Enterprise.
J. G. Hertzler hat hier als Captain der Saratoga seinen ersten Auftritt im Star-Trek-Franchise. Ab der vierten Staffel von Star Trek: Deep Space Nine übernahm er die wiederkehrende Nebenrolle des Klingonen General Martok. Er spielte außerdem mehrere weitere Gastrollen in den Serien Star Trek: Deep Space Nine, Star Trek: Raumschiff Voyager, Star Trek: Enterprise und Star Trek: Lower Decks.
April Grace hat hier ihren letzten Auftritt als Maggie Hubbell, eine Transportertechnikerin der Enterprise. Sie hatte diese Rolle zuvor bereits in fünf Folgen von Raumschiff Enterprise – Das nächste Jahrhundert gespielt.
Diana Cignoni übernahm die Rolle des Dabo-Mädchens erneut in Folge 1.04 (Unter Verdacht) von Star Trek: Deep Space Nine.
Mark Allen Shepherd hat hier in einer Statistenrolle seinen ersten Auftritt als Morn. Morn wurde im weiteren Verlauf der Serie zu einem Dauergast in Quarks Bar und war als solcher in zahlreichen Folgen zu sehen. Seine Rolle wurde dabei allmählich immer weiter ausgebaut, so dass sie bald über die eines bloßen Statisten hinausging. Shepherd war außerdem in mehreren Folgen auch als Mensch und als Bajoraner in Statistenrollen zu sehen.

### Maske
Das Aussehen der Trill wurde gegenüber ihrem ersten Auftritt in Odan, der Sonderbotschafter stark verändert. Dort trugen sie noch auffällige Überaugenwülste. Terry Farrell drehte eine Testszene, in der sie eine stark reduzierte Version dieser Wülste trug. Schließlich wurde das Aussehen der Spezies aber komplett überarbeitet. Die Stirnwülste fielen weg und stattdessen erhielten sie ein Fleckenmuster, das sich an den Schläfen beginnend an den Seiten des Körpers hinabzieht. Als Vorbild hierfür diente ein ganz ähnliches Fleckenmuster bei den Kriosianern, die erstmals in Folge 5.21 (Eine hoffnungslose Romanze) von Raumschiff Enterprise – Das nächste Jahrhundert zu sehen waren.
Quarks Maske wurde nach der Produktion des Pilotfilms noch einmal überarbeitet.
Kira trägt hier noch lange Haare. Ab der nächsten Folge trägt sie eine Kurzhaarfrisur und ist erst in der siebenten Staffel der Serie wieder mit langen Haaren zu sehen.

### Kostüme
Für die Serie Star Trek: Deep Space Nine (DS9) wurde eine neue Version der Sternenflottenuniform eingeführt. Während die Uniformen bei Raumschiff Enterprise – Das nächste Jahrhundert (TNG) eine schwarze Hose und ein schwarzes Hals- und Schulterteil sowie einen Mittelteil und Ärmel in der Farbe der jeweiligen Abteilung der tragenden Person aufwiesen, ähnelten diese Uniformen den bisher gezeigten Kadettenuniformen. Sie waren fast durchgängig schwarz und wiesen nur einen Schulterteil in der Abteilungsfarbe auf. Im Unterschied zu den Kadettenuniformen wiesen sie ein graublaues Unterhemd auf, an dessen Kragen die Rangabzeichen befestigt wurden. Diese neue Uniformvariante wurde ebenfalls für die nächste Spin-off-Serie Star Trek: Raumschiff Voyager (VOY) verwendet, die 1995 startete.

### Drehorte und Kulissen
Die Außenaufnahmen für Siskos Visionen wurden im Botanischen Garten der Huntington Library in San Marino (Kalifornien), in der zu den Walt Disney Studios gehörenden Golden Oak Ranch in Newhall, am Leo Carillo State Beach in Malibu und im Oak Grove Park in Pasadena gedreht.
Für die Darstellung der Hauptstadt von Bajor wurde eine Matte Painting angefertigt.

### Modelle
Mit den Runabouts wurde eine neue Schiffsklasse eingeführt, die den bisher gezeigten Shuttles der Föderation ähnelt, aber zu eigenständigen Langstreckenmissionen fähig sein sollte und deshalb deutlich größer sein musste. Das Modell für die Runabouts wurde von Rick Sternbach und Jim Martin entworfen. Sie orientierten sich zunächst am Design der USS Jenolan aus Folge 6.04 (Besuch von der alten Enterprise) von Raumschiff Enterprise – Das nächste Jahrhundert, entwarfen aber letztlich ein völlig neues Modell.

## Adaptionen
J. M. Dillard schrieb eine Romanfassung von Der Abgesandte, die auf Englisch erstmals 1993 erschien. Die deutsche Übersetzung erschien ebenfalls 1993.

## Rezeption
Die Folge wurde 1993 mit einem Primetime Emmy Award in der Kategorie „Beste Einzelleistung in visuelle Spezialeffekte“ ausgezeichnet und für drei weitere Emmys in den Kategorien „Beste Einzelleistung in künstlerische Leitung für eine Serie“, „Beste Einzelleistung in Tonschnitt für eine Dramaserie“ und „Beste Einzelleistung in Tonschnitt für eine Serie“ nominiert.
Terry J. Erdmann und Paula M. Block listen Der Abgesandte in ihrem 2008 erschienenen Referenzwerk Star Trek 101 als eine der zehn wichtigsten Folgen der Serie Star Trek: Deep Space Nine auf.
Keith DeCandido bewertete Der Abgesandte 2013 auf tor.com als eine leicht überdurchschnittliche Folge von Star Trek: Deep Space Nine. Er fand, dass die Welt von Deep Space Nine und die Hauptfiguren hier gut eingeführt werden. Die erzählte Geschichte fand er hingegen mäßig und teilweise unglaubwürdig. So kritisierte er etwa, dass kein plausibler Grund genannt wird, warum das Wurmloch erst mit Beginn der Serie entdeckt wird, obwohl es schon seit 10.000 Jahren existiert.
Dany Roth erstellte 2016 für die Website syfy.com ein Ranking der Pilotepisoden aller bis dahin erschienenen Star-Trek-Realfilmserien. Der Abgesandte führte er dabei auf Platz 1.
Aaron Couch und Graeme McMillan erstellten 2016 anlässlich des 50-jährigen Jubiläums von Star Trek in Zusammenarbeit mit verschiedenen Beteiligten aus dem Franchise für den Hollywood Reporter eine Liste der 100 besten bis dahin ausgestrahlten Folgen. Der Abgesandte wurde hierbei auf Platz 19 gewählt.
Caroline Siede empfahl Der Abgesandte 2016 auf vox.com als eine von fünf Folgen von Star Trek: Deep Space Nine, die Neulingen einen guten Einstieg ins Star-Trek-Franchise ermöglichen.
Aaron Couch und Graeme McMillan erstellten 2016 für den Hollywood Reporter eine Liste der 20 besten Folgen von Star Trek: Deep Space Nine. Der Abgesandte führten sie dabei auf Platz 4.
Elizabeth Howell führte Der Abgesandte 2017 auf space.com in einer Liste der zehn besten Star-Trek-Episoden auf Platz 7.
Valerie Complex erstellte 2017 für die Website gamespot.com ein Ranking der Pilotepisoden aller bis dahin erschienenen Star-Trek-Serien. Der Abgesandte führte sie dabei auf Platz 2.
Michael Weyer erstellte 2018 für die Website cbr.com eine Liste der 20 besten Mehrteiler aller Star-Trek-Serien. Der Abgesandte führte er hierbei auf Platz 19.
Jamie Lovett führte Der Abgesandte 2019 auf comicbook.com in einer Liste der zehn besten Folgen von Star Trek: Deep Space Nine auf Platz 10.
Sven Harvey zählte Der Abgesandte 2020 auf der Website Den of Geek zu den 25 besten Geschichten der Serie Star Trek: Deep Space Nine.
Die Website scifinow.co.uk zählte Der Abgesandte 2020 zu den zehn besten Folgen von Star Trek: Deep Space Nine.
Jason Jarman führte Der Abgesandte 2023 auf cbr.com in einer Liste der zehn besten Folgen von Star Trek: Deep Space Nine auf Platz 10.
Dusty Stowe erstellte 2023 für die Website screenrant.com ein Ranking der Pilotepisoden aller elf bis dahin veröffentlichten Star-Trek-Serien (Die Anthologie-Serie Star Trek: Short Treks blieb unberücksichtigt). Der Abgesandte führte er dabei auf Platz 1.
Mark Donaldson führte Der Abgesandte 2023 auf screenrant.com in einer Liste der 20 besten Folgen von Star Trek: Deep Space Nine auf Platz 20.

## Parodien und Anspielungen
In Folge 6.10 (Pancake-Sonntag und klassisches Anbaggern) der Sitcom Young Sheldon von 2023 schauen sich Sheldon und seine Mutter diese Folge im Fernsehen an.